# فاشیون ساکالا
فاشیون ساکالا (انگلیسی: Fashion Sakala؛ زادهٔ ۱۴ مارس ۱۹۹۷) یک بازیکن فوتبال اهل زامبیا است که در پست مهاجم برای تیم دوم اسپارتاک مسکو در روسیه بازی می‌کند.
وی که به همراه تیم ملی جوانان زامبیا در جام جهانی جوانان کره‌چنوبی عملکرد درخشانی داشت در تابستان ۹۶ مورد توجه باشگاه استقلال تهران قرار گرفت.وی سابقه بازی برای الفیحا عربستان در لیگ برتر عربستان را نیز دارد